# Musashi no Bōken
Musashi no Bōken o Musashi no Bouken (ムサシの冒険?  lit. "Las Aventuras de Musashi") es un videojuego de rol para la Family Computer producido por Sigma Ent. Inc., y publicado en Japón el 22 de diciembre de 1990.
El juego está inspirado en la legendaria figura japonesa Miyamoto Musashi y es un juego de rol similar al videojuego Dragon Quest . El jugador solo controla a Musashi, hijo de Miyamoto Musashi, sin embargo, un PNJ controlado por computadora ayuda en la batalla.
Hay un parche de traducción para fans disponible para este juego que permite jugarlo en inglés.